# Phil Baron
Pour les articles homonymes, voir Baron et Famille de Truchis de Varennes.
Phil Baron, de son vrai nom Philippe de Truchis de Varennes, est un musicien, compositeur, écrivain et photographe français, né en 1962 à Boulogne-Billancourt. Il est le frère aîné de la chanteuse Zazie.

## Biographie
Il rencontre le grand public grâce à J'envoie valser, composée en collaboration avec sa sœur Zazie sur son album Zen. La reprise de ce titre par Olivia Ruiz en 2000 sur l’album et la tournée de la première édition de Star Academy en fait un « vieux tube de Zazie » alors que la chanson n’a jamais été promue comme un single. Il compose trois titres single de la chanteuse : Chanson d’ami, FM Air et Gravité.

## Œuvres
- Tauromaquia (musique, 1993, spectacle de marionnettes de la compagnie Pelele)[2]
- J'envoie valser (musique, Zazie, album Zen, Mercury 1995)
- Chanson d'ami (musique, Zazie, album Made in Love, Mercury 1998)
- L'Absente (musique, Olivia Ruiz, album J'aime pas l'amour, Polydor 2001)
- Qui m'aime me fuit (musique, Zazie, album la Zizanie, Mercury 2001)
- Tout mon petit monde (roman, Edilivre 2007)
- Prends cette main (musique, Jane Birkin, album Enfants d'hiver, Capitol France 2008)
- FM air (musique, Zazie, album Zest of, Mercury 2009)
- Je vous aime (musique, Zazie, album Za7ie, Mercury 2010)
- Des astres (musique, Zazie / -M-, album Za7ie, Mercury 2010)
- Tout va bien (musique, Zazie / Lola Cahen, album Za7ie, Mercury 2010)
- Electro libre (musique, Zazie, album Za7ie, Mercury 2010)
- Bien au chaud (musique, Marilou Maillard, album Za7ie, Mercury 2010)
- Prague 77 (musique, Zazie, album Za7ie, Mercury 2010)
- Suite mineure à bouclettes en ré pour vent dans un tube et souffle sur les anches (musique, 2011). Création pour le Duo Malena : Virginie Dang (flûte traversière) et Zeljka Mandic (accordéon chromatique)[3]
- Mademoiselle (musique, Zazie, album Cyclo, Mercury 2013)
- Alphabête (musique, Al.Hy, album Alphabête, Fontana France 2014)
- D'Ouest en Ouest (exposition photographique, dialogue en image entre New-York City et le Goëlo, 2015)[4]
- La Valse nue (roman, Éditions Ilô, 2015)[5]
- Encore heureux (musique, Zazie, album Encore Heureux, Mercury 2015)
- Adieu tristesse (musique, Zazie, album Encore Heureux, Mercury 2015)
- Veilleurs amis (musique, Zazie, album Essenciel, 6&7 2018)
- On te dit (musique, Popsima, Atome records, 2019)
- Windy roots (musique, Phil Baron, album instrumental autoproduit, 2022)
- Gravité (musique, Zazie, album Aile.P, 6&7 2022)
- C'est con, c'est quand (musique, Zazie, album Aile.P, 6&7 2022)
- Penser à dire (musique, Zazie, album Air, 6&7 2023)
- La valse sans réponse (musique, Phil Baron, album instrumental autoproduit, 1991-2023)